# Stenothrips graminum
Stenothrips graminum är en insektsart som beskrevs av Jindřich Uzel 1895. Stenothrips graminum ingår i släktet Stenothrips, och familjen smaltripsar. Arten är reproducerande i Sverige.